# S.L.A.I.: Steel Lancer Arena International
S.L.A.I.: Steel Lancer Arena International est un jeu vidéo de combat motorisé développé par Genki et édité par Konami, sorti en 2005 sur PlayStation 2. Il fait suite à Phantom Crash.